# Sainte Famille au petit oiseau
Sainte Famille au petit oiseau – en espagnol Sagrada Familia del pajarito – est un tableau réalisé par le peintre espagnol Bartolomé Esteban Murillo vers 1650. De format horizontal, cette huile sur toile est une peinture chrétienne qui représente la Sainte Famille dans un intérieur alors qu'un oiseau à la main, l'Enfant Jésus joue avec un petit chien blanc, soutenu par Joseph. La scène se déroule sous les yeux de Marie, qui tient une pelote de fil, assise derrière un  panier dans le quart gauche de la composition. Achetée en 1744 par Élisabeth Farnèse, l'œuvre est conservée depuis 1819 au musée du Prado, à Madrid.